# Красный Луч (Грязинский район)
Кра́сный Луч — посёлок Сошкинского сельсовета Грязинского района Липецкой области. Стоит на реке Кривке.
Образован в 1920-х годах. Первоначально он получил название Пионер (в значении первый) .
Позже он получит нынешнее символичное имя, в котором заложено направление нового курса страны.

## Население
| 2009 | 2010 | 2013 |
| ---- | ---- | ---- |
| 1    | ↗3   | ↗7   |